# Humberto Elgueta
Humberto Elgueta (Santiago ,10 de setembro de 1904 – 28 de novembro de 1976) foi um futebolista chileno. Ele competiu na Copa do Mundo de 1930, sediada no Uruguai.